# Turkmenistan Cup 2020
Der Turkmenistan Cup 2020 war die 27. Saison eines Ko-Fußballwettbewerbs in Turkmenistan. Das Turnier wurde von der Türkmenistanyň Futbol Federasiýasy organisiert. Der Wettbewerb begann mit dem Viertelfinale am 27. Oktober 2020 und endete mit dem Finale am 9. Dezember 2020.

## Termine
| Runde         | Datum                                                                                              |
| ------------- | -------------------------------------------------------------------------------------------------- |
| Viertelfinale | Hinspiele: 27. Oktober 2020 und 28. Oktober 2020 Rückspiele: 6. November 2020 und 7. November 2020 |
| Halbfinale    | Hinspiele: 1. Dezember 2020 Rückspiele: 5. Dezember 2020                                           |
| Finale        | 9. Dezember 2020                                                                                   |

## Viertelfinale
|                              | Ergebnis        |                   |
| ---------------------------- | --------------- | ----------------- |
| 27. Oktober 2020 (Hinspiel)  |                 |                   |
| Ahal FK                      | 0:0             | FC Aşgabat        |
| Köpetdag Aşgabat             | 2:0             | Merw FK           |
| 28. Oktober 2020 (Hinspiel)  |                 |                   |
| Altyn Asyr FK                | 7:0             | Energetik FK Mary |
| Şagadam FK                   | 4:2             | Nebitçi FT        |
| 6. November 2020 (Rückspiel) |                 |                   |
| Merw FK                      | 0:1             | Köpetdag Aşgabat  |
| 7. November 2020 (Rückspiel) |                 |                   |
| FC Aşgabat                   | 0:0 (2:4 i. E.) | Ahal FK           |
| Energetik FK Mary            | 0:3             | Altyn Asyr FK     |
| Nebitçi FT                   | 2:2             | Şagadam FK        |
| GESAMT                       |                 |                   |
| Merw FK                      | 0:3             | Köpetdag Aşgabat  |
| FC Aşgabat                   | 0:0 (2:4 i. E.) | Ahal FK           |
| Energetik FK Mary            | 00:10           | Altyn Asyr FK     |
| Nebitçi FT                   | 4:6             | Şagadam FK        |

## Halbfinale
|                              | Ergebnis |                  |
| ---------------------------- | -------- | ---------------- |
| 1. Dezember 2020 (Hinspiel)  |          |                  |
| Ahal FK                      | 0:2      | Altyn Asyr FK    |
| Köpetdag Aşgabat             | 6:1      | Şagadam FK       |
| 5. Dezember 2020 (Rückspiel) |          |                  |
| Altyn Asyr FK                | 6:2      | Ahal FK          |
| Şagadam FK                   | 1:0      | Köpetdag Aşgabat |
| GESAMT                       |          |                  |
| Altyn Asyr FK                | 8:2      | Ahal FK          |
| Şagadam FK                   | 2:6      | Köpetdag Aşgabat |

## Finale
|                  | Ergebnis        |                  |
| ---------------- | --------------- | ---------------- |
| 9. Dezember 2020 |                 |                  |
| Altyn Asyr FK    | 1:1 (3:0 i. E.) | Köpetdag Aşgabat |